# داء تاي ساكس
داء تاي ساكس (بالإنجليزية: Tay–Sachs disease)هو مرض وراثي نادر يؤدي إلى تلف الخلايا العصبية في الدماغ والنخاع الشوكي. يُسمى النوع الأكثر شيوعًا منه داء تاي ساكس الطفلي الذي تصبح أعراضه واضحة في عمر 3-6 أشهر عندما يفقد الطفل قدرته على الجلوس أو الزحف، يتلو ذلك نوباتٍ اختلاجية وفقدان سمع ونقص شديد في القدرة على الحركة، وتحدث الوفاة عادة في مرحلة الطفولة المبكرة. أما الأنواع الأقل شيوعًا، فتحدث في مرحلة الطفولة أو البلوغ، وتكون الأعراض أقل شدة في هذه الحالة.
ينجم مرض تاي ساكس عن طفرة متنحية في المورثة HEXA على الصبغي 15. تقود هذه الطفرة لنقص شديد في فعالية الأنزيم بيتا هيكسوزأمينيداز، ما يؤدي إلى تراكم جزيئات الغانغليوزيد داخل الخلايا وحدوث التسمم. يعتمد التشخيص على قياس مستويات أنزيم بيتا هيكسوزأمينيداز أو على إجراء تحليل الصبغيات.
العلاج عرضي في أغلب الحالات، مع توفير الدعم النفسي والاجتماعي للعائلة. يُعتبر داء تاي ساكس من الأمراض النادرة جدًا، وهو شائع نسبيًا عند بعض الجماعات العرقية مثل يهود الأشكناز والكنديين من أصل فرنسي جنوب شرق مدينة كيبيك. يصيب المرض واحدًا من أصل 3600 من اليهود الأشكناز عند الولادة. سُمي المرض تيمنًا بالعالم وارين تاي الذي وصف في عام 1881 بقعة حمراء على شبكية العين ناتجة عن المرض، والعالم برنارد ساكس الذي وصف في عام 1887 التغيرات الخلوية المرتبطة بالمرض ولاحظ زيادة معدل الإصابة عند اليهود الأشكناز.

## الأعراض
عادة ما يبدأ ظهور الأعراض في سن ال 6 شهور ويؤدي غالباً إلى الوفاة في سن الخامسة لعدم توافر علاج لهذا المرض
وللمرض 3 أنواع:
1. خاص بالأطفال: وهو الأكثر شيوعا
2. خاص بالأحداث: (يظهر في آخر سنين الطفولة حتى البلوغ) وهو الأكثر ندرة
3. خاص بالبالغين: نوع نادر يضهر في العشرينيات إلى الثلاثينيات من العمر وكثيرا ما يتم تشخيصه خطأً بأنه رنحة فردركز

وهذا المرض يظهر لدى مجموعات عرقية أكثر من غيرها ومنهم
1. يهود الاشكيناز
2. الكاجون: وهم جماعة عرقية تعيش في لويزيانا في الولايات المتحدة وهم ذوو أصول كندية - فرنسية
3. فرنيسو كندا

وكل الاشخاص المصابين بهذا المرض لديهم بقعة حمراء كرزية على شبكية العين cherry-red macula
(بالإنجليزية: Tay-Sachs Disease) هو اضطراب وراثي نادر يؤدي إلى تراكم كثيف للمواد الدهنية في أنسجة وخلايا الدماغ، وهو يدمر الخلايا العصبية فيسبب مشاكل عقلية وجسدية. حيث يبدو تطور الأطفال المصابين بداء تاي زاكس طبيعياً خلال الأشهر الأولى من حياتهم. لكن خلاياهم العصبية سرعان ما تمتلئ بالمواد الدهنية فتتراجع القدرات الذهنية والجسدية عند الطفل المصاب، ويصاب بالعمى والصمم ويفقد القدرة على البلع. وبعد ذلك يبدأ ضمور العضلات ويصاب الطفل بشلل دائم. أول من تحدث اكتشف هذا المرض طبيب العيون البريطاني ارين تاي، الذي وصفه لأول مرة في عام 1881. حيث يتميز ببقعة حمراء على شبكية العين، وبعد ذلك جاء طبيب الأعصاب الأمريكي برنار ساكس، من مستشفى ماونت سيناي في نيويورك، الذي وصف المرض في عام 1887 والتغيرات الخلوية وأشار مرض تاي ساكس وزيادة انتشار المرض في السكان أوروبا الشرقية من طائفة اليهود الاشكيناز والكاجون، وهم جماعة عرقية تعيش في لويزيانا في الولايات المتحدة.

## الفيزيولوجيا المرضية
ينجم مرض تاي ساكس عن عدم كفاية نشاط إنزيم هيكسوزامينيداز أ. إنزيم هيكسوزامينيداز أ هو إنزيم حلمهة حيوي، موجود في الليزوزومات، يحطّم السفينغوليبيدات. عندما لا يعمل إنزيم الهيكسوأمينيداز أ بشكل صحيح، تتراكم الدهون في المخ، وتتداخل مع العمليات البيولوجية الطبيعية. يحطم الهيكسوأمينيداز أ مشتقات الأحماض الدهنية المسماة غانغليوزايد بشكل خاص، تُصنّع وتتحلل هذه الأحماض الدهنية في الحياة المبكرة بسرعة مع تطور الدماغ. يمكن تشخيص المرضى، والحَمَلة بواسطة اختبار دم بسيط يقيس نشاط إنزيم الهيكسوأمينيداز أ.
تتطلب حلمهة الغانغليوزايد GM2 وجود ثلاثة بروتينات. اثنان منهم هما وحدات فرعية من إنزيم الهيكسوأمينيداز أ، والثالث هو بروتين ناقل غليكوليبيدي صغير، يُدعى البروتين المنشط GM2، والذي يعمل كتميم عامل ركيزي خاص للإنزيم. يؤدي النقص في أي من هذه البروتينات إلى وجود مخزون من الغانغليوايد في ليزوزومات الخلايا العصبية في المقام الأول. يحدث مرض تاي ساكس (بالترافق مع الداء الغانغليوزيدي GM وداء ساندهوف) بسبب وجود طفرة موروثة من كِلا الوالدين تعطل أو تمنع هذه العملية. ربما لا تؤثر معظم طفرات تاي ساكس بشكل مباشر على العناصر الوظيفية للبروتين (على سبيل المثال، الموقع النشط). بدلاً من ذلك، تسبب تطوّيًا غير صحيح للبروتين (يعطّل الوظيفة) أو تعطيل النقل داخل الخلايا.

## الوبائيات
توجد عند اليهود الأشكناز نسبة عالية من حالات داء تاي ساكس، وغيرها من أمراض تخزين الدهون. في الولايات المتحدة، نحو 1 من 27 إلى 1 من بين كل 30 من اليهود الأشكناز هم حملة متنحّون. نسبة الإصابة تبلغ نحو 1 من بين كل 3500 مولود جديد بين اليهود الأشكناز. يوجد عند الكنديين الفرنسيين ومجتمع الكيجون في لويزيانا حالة مشابهة للموجودة عند اليهود الأشكناز. لدى الأمريكيين الأيرلنديين احتمال أن يكونوا حملة بقيمة 1 إلى 50.

## التشخيص
عند حدوث شك سريري بداء تاي ساكس عند مريض بأي عمر، يجب أن يكون الاختبار الأول قياس نشاط أنزيم بيتا هيكسوزأمينيداز في البلازما أو في كريات الدم البيضاء، وعند وجود نقص في نشاط الأنزيم مخبريًا، يجب تأكيد التشخيص بإجراء تحليل للصبغيات. في بداية المرض، تظهر عند جميع المرضى تقريبًا بقع حمراء كرزية اللون في شبكية العين، ويمكن ملاحظتها بسهولة من قبل الطبيب باستخدام منظار قعر العين. تظهر الدراسة المجهرية للخلايا العصبية في شبكية العين أنها منتفخة بسبب تخزين جزيئات الغانغليوزيد الزائد. لا تحدث ضخامة كبدية طحالية في داء تاي ساكس، على عكس أمراض تخزين البروتينات الأخرى مثل داء غوشر ونيمان بيك وساندهوف.

## الوقاية
تُستخدم ثلاثة طرق رئيسية للوقاية من داء تاي ساكس أو تقليل معدل حدوثه:
- تشخيص المرض قبل الولادة. إذا كان الأب والأم مصابين بداء تاي ساكس، يمكن لتحليل الجينيات قبل الولادة أن يحدد ما إذا كان الجنين قد ورث نسخة جينية معيبة من كلا الوالدين. يمكن أخذ عينات من الزغابات المشيمية، وهي الطريقة الأكثر استخدامًا لتشخيص المرض ما قبل الولادة. عادةً ما يُجرى بزل السائل الأمنيوسي في الأسابيع 15-18 من الحمل، مع الإشارة إلى أن هذا الإجراء قد يؤدي إلى الإجهاض في 1% من الحالات.[10][11]
- التشخيص الوراثي قبل الزرع. يمكن تشخيص الاضطرابات الوراثية عند الجنين بعد تخصيب بيضة الأم من خلال تقنيات طفل الأنبوب، ثم تُختار الأجنة السليمة الخالية من العيوب وتُزرع في رحم الأم. تُستخدم هذه الطريقة للتشخيص الجيني في عدد من الأمراض، مثل داء تاي سايكس وفقر الدم المنجلي واضطرابات وراثية أخرى.[12]
- اختيار ماتي. تستخدم بعض المنظمات اليهودية اختبارات جينية خاصة روتينيًا قبل الزواج لتحديد احتمالية إصابة الزوجين بداء تاي ساكس.[13]

## العلاج
لا يوجد حتى الآن علاج شافٍ لداء تاي ساكس أو علاج يمكنه أن يبطئ تقدم المرض. يتلقى المصابون رعاية صحية داعمة لتخفيف الأعراض وإطالة العمر عن طريق تقليل الإنتانات. من الممكن تغذية الأطفال عن طريق أنابيب التغذية عندما يتعذر على الطفل الرضاعة والأكل. تستخدم بعض الأدوية الخاصة في المراحل المتقدمة من المرض للتحكم بالأعراض وتخفيف معاناة المريض، فمثلًا يُستخدم الليثيوم ومضادات الاكتئاب ثلاثية الحلقة لعلاج الاكتئاب، مع الانتباه لتأثيراتها الجانبية الكبيرة.

## الإنذار
يموت جميع الأطفال المصابين بداء تاي ساكس الطفلي بحلول عمر الأربع سنوات، حتى مع وجود أفضل رعاية صحية. أما الأطفال المصابون بالمرض الذين تتراوح أعمارهم بين 5-15 سنة، فمن المحتمل أن يموتوا نتيجة للإصابة، في حين أن الأطفال الكبار لا يموتون غالبًا بسبب المرض.

## التاريخ
وصف الطبيبان وارين تاي وبرنارد ساكس تطور المرض وقدما معايير تشخيصية مختلفة لتمييزه عن غيره من الاضطرابات العصبية ذات الأعراض المماثلة. أبلغ كل من تاي وساكس عن أول حالاتهما بين العائلات اليهودية الأشكنازية. قدم تاي ملاحظاته في عام 1881 في المجلد الأول من مؤتمر الجمعية البريطانية لطب العيون، والتي كان عضوًا مؤسسًا لها، وبحلول عام 1884، كان قد شخص ثلاث حالات في أسرة واحدة. أبلغ برنارد ساكس، وهو طبيب أعصاب أمريكي، بعد عدة سنوات عن نتائج مماثلة في مؤتمر جمعية الأعصاب في نيويورك.

اقترح برنارد ساكس أن لهذا المرض أساس عائلي، مع أن انتقال الأمراض وراثيًا لم يكن مفهومًا بشكل جيد وقتها. على الرغم من أن غريغوري مندل كان قد نشر مقالته الشهيرة عن انتقال الصفات الوراثية في البازلاء في عام 1865، فقد نُسيت ورقته تمامًا لأكثر من جيل، ولم تُكتشف قوانين الوراثة من قبل علماء آخرين حتى عام 1899. وهكذا، فإن نموذج التوريث المندلي لتفسير طريقة انتقال داء تاي ساكس لم يكن متاحًا للعلماء والأطباء وقتها. لخّصت الطبعة الأولى من الموسوعة العلمية اليهودية التي نُشرت في 12 مجلدًا بين عامي 1901-1906 ما كان معروفًا وقتها عن المرض:
إنها لحقيقة غريبة أن داء الحماقة الأسرية، وهو مرض نادر ومميت يصيب الأطفال، تحدث غالبًا بين اليهود. لوحظ أكبر عدد من الحالات في الولايات المتحدة، إذ كان يعتقد في البداية أن هذا المرض محصور باليهود لأن معظم الحالات التي شُخصت كانت بين يهود روس وبولنديين، ولكن في الآونة الأخيرة، أُبلغ عن حالات تحدث عند أطفال غير يهود. تتلخص الميزات الرئيسية لهذا المرض بالضعف العقلي والبدني التدريجي. لم يكتشف الأطباء أي تدابير وقائية للمرض حتى الآن، ولا يوجد أي علاج شافٍ، وقد انتهت جميع الحالات بالموت.

## وصلات خارجية
- GeneReviews/NCBI/NIH/UW entry on hexosaminidase A deficiency, Tay–Sachs disease
- NINDS Tay–Sachs Disease Information Page
- Tay–Sachs disease على مرجع المكتبة الوطنية للطب الرئيسي لعلم الوراثة.

- Tay–Sachs on NCBI